# Buzivka, Mahdalînivka
Buzivka (în ucraineană Бузівка) este localitatea de reședință a comunei Buzivka din raionul Mahdalînivka, regiunea Dnipropetrovsk, Ucraina.

## Demografie
Componența lingvistică a localității Buzivka
     Ucraineană (91,31%)
     Rusă (7,75%)
     Alte limbi (0,24%)
Conform recensământului din 2001, majoritatea populației localității Buzivka era vorbitoare de ucraineană (91,31%), existând în minoritate și vorbitori de rusă (7,75%).